# Walter Womersley
 (septembre 2020).
Pour les articles homonymes, voir Womersley.
Walter James Womersley, 1er baronnet (5 février 1878 - 15 mars 1961) est un homme politique du Parti conservateur britannique qui est ministre des Pensions pendant la Seconde Guerre mondiale.

## Biographie
Il est né à Marley Street, Bradford, Yorkshire, fils d'un charretier. Sa vie professionnelle commence dans l'usine à l'âge de 10 ans, travaillant à mi-temps. Il devient associé principal dans une firme de Grimsby de bijoutiers et de marchands. Il devient maire de la ville en 1922.
Aux élections générales de 1924, Womersley est élu député de la circonscription de Grimsby. Il est lord junior du Trésor et Secrétaire parlementaire privé de Kingsley Wood. Il est directeur général adjoint des postes de 1935 à 1939. Il est connu sous le nom de "Fish Womersley" pour sa défense des pêcheurs.
En tant que ministre des Pensions à partir de 1939, il est le seul ministre du gouvernement à occuper le même poste tout au long de la Seconde Guerre mondiale, mais perd son siège aux élections générales de 1945 et est le dernier député conservateur de la circonscription de Grimsby, jusqu'à l'élection générale de 12 décembre 2019, lorsque Lia Nici est élue. Il est fait chevalier en 1934 et reçoit le titre de baronnet dans les honneurs de démission de 1945. En 1946, il reçoit l'Ordre de Dannebrog pour ses services à l'industrie de la pêche et aux pêcheurs danois, en particulier pendant la guerre.
Sa fille, Dorothy Moseley (1911-2003), est également active en politique, au niveau du gouvernement local à Market Harborough, Leicestershire.